# Sid Ali Lamri
Pour les articles homonymes, voir Lamri.
Sid Ali Lamri (en arabe : سيد علي العمري), né le 3 février 1991 à Aïn Azel dans la wilaya de Sétif en Algérie, est un footballeur algérien jouant au poste de milieu central à l'Olympique Akbou.

## Biographie
Avec le club de l'ES Sétif, il remporte la Ligue des champions africaine en 2014, puis la Supercoupe d'Afrique en 2015. Il participe également à la Coupe du monde des clubs 2014 organisée au Maroc.

## Palmarès
| ES Sétif \| - Championnat d'Algérie (2) : - Champion : 2014-15 et 2016-17. - Coupe d'Algérie (1) : - Vainqueur : 2009-10. - Supercoupe d'Algérie : - Vainqueur : 2015. \| \| - Ligue des champions de la CAF : - Vainqueur : 2014. - Supercoupe de la CAF : - Vainqueur : 2015. \| |  | CS Constantinois - Championnat d'Algérie : - Champion : 2017-18.                                   |
| - Championnat d'Algérie (2) : - Champion : 2014-15 et 2016-17. - Coupe d'Algérie (1) : - Vainqueur : 2009-10. - Supercoupe d'Algérie : - Vainqueur : 2015. |  | - Ligue des champions de la CAF : - Vainqueur : 2014. - Supercoupe de la CAF : - Vainqueur : 2015. |